# Хуманизъм
Хуманизмът е система на образование и метод за изследване, зародил се в северна Италия през XIII и XIV век и разпространил се из континентална Европа и Англия. В най-общ смисъл е проява на любов към човека, човеколюбие, човечност и т.н. и се прилага към разнообразни идеи, методи и философски теории, които ги поставят в своя център. Известен още като Ренесансов хуманизъм, той оказва исторически толкова силно влияние, че става една от основните причини Ренесансът да се разглежда като отделен исторически период. Макар самата дума Ренесанс да е по-скорошна, фундаменталната идея за периода за обновление и възраждане е по същество хуманистична. Въпреки това хуманизмът търси своите философски корени в по-ранни исторически епохи, а и продължава да оказва влияние дълго след края на Ренесанса. Според друго определение това е културно-историческо понятие, с което се обозначават определени периоди или епохи в културната история на Европа – в такъв смисъл се говори за античен хуманизъм, ренесансов хуманизъм, неохуманизъм.
От понятието произхождат понятия като хуманитаристика, хуманни науки, хуманност.
Като философско понятие, хуманизмът понякога има различен и даже противоположен смисъл според различните автори и течения.

## Произход на термина
Думата „хуманизъм“ намира място в речника на науката в началото на XIX век. Тя произхожда от латинската дума humanitas, която означава хуманност, човечност.

## Философско течение
Хуманизмът е философско тълкувание на действителността, която е открила, че човешкото същество в своята същност е нещо, имащо огромна важност. За хуманистична се смята всяка позиция или практична дейност, която се основава на този факт.
Хуманизмът учи, че създанието на едно човешко същество би било недостатъчно, ако не се смятат за важни следните съображения:
1. Всеки човек е невероятно творение.
2. Човешкото същество е толкова природа, колкото и създание.
3. Човечеството е като един голям свръх-организъм и ние сме част от него.
4. За най-доброто функциониране и благополучие на човешкото същество е необходима пълноценна връзка и сътрудничество.

Главната отправна точка на хуманистичните възгледи е идеята, че схващането за добро и зло трябва да лежи на индивидуалното и общественото благо, без да се изхожда от метафизични и трансцендентни аргументи.
Съвременният хуманизъм има оптимистичен възглед върху човешките възможности. Въпреки това не се предполага, че човешката природа е изначално съвършено добра или че животът на всеки човек успява да оправдае хуманистичните идеали без външна подкрепа. Признава се, че осъществяването на пълния човешки потенциал е тежко начинание, което изисква помощта на другия.
Крайните цели са процъфтяване на индивида; постигането на по-добър живот за всички хора; формирането на загриженост у човека, бидейки той най-съзнателният сред видовете, за останалите същества на планетата като част от единен, общ организъм. Най-същественото е правенето на добро и хармоничното живеене в настоящето, както и постоянното доизграждане на света, който да се оставя във все по-усъвършенстван ред за всяко следващо поколение.

## Списък на хуманисти
Предшественици
- Конфуций
- Платон
- Протагор
- Сократ
- Хипократ
- Цицерон

Ренесансови хуманисти
- Данте Алигиери
- Джовани Бокачо
- Поджо Брачолини
- Еразъм Ротердамски
- Лоренцо де Медичи
- Пико дела Мирандола
- Томас Мор
- Петрарка
- Франсоа Рабле
- Бъртран Ръсел

Хуманисти на Новото време
- Волтер
- Йохан Волфганг Гьоте
- Томас Джеферсън
- Чарлз Дикенс
- Мартин Лутер
- Карл Маркс
- Мишел дьо Монтен
- Луи Пастьор
- Марк Твен
- Бенджамин Франклин
- Фридрих Шилер

Съвременни хуманисти
- Айзък Азимов
- Алберт Айнщайн
- Дитрих Бонхофер
- Лех Валенса
- Кърт Вонегът
- Ханс-Георг Гадамер
- Махатма Ганди
- Бил Гейтс
- Джон Дюи
- Александър Дубчек
- Йоан Павел II
- Джими Картър
- Мартин Лутър Кинг
- Майка Тереза
- Нелсън Мандела
- Ейбрахам Маслоу
- Джордж Оруел
- Карл Попър
- Карл Сейгън
- Жан-Пол Сартр
- Едуард Саид
- Антоан дьо Сент-Екзюпери
- Александър Солженицин
- Джон Стайнбек
- Александър Флеминг
- Ерих Фром
- Херман Хесе
- Стефан Цвайг
- Ернст Борис Чейн
- Алберт Швайцер
- Оскар Шиндлер
- Карл Роджърс

## Форми и/или течения на/в хуманизма
- Религиозен хуманизъм
- Светски хуманизъм
- Хуманистичен юдаизъм
- Християнски хуманизъм
- Ренесансов хуманизъм
- Нов хуманизъм (неохуманизъм)
- Марксистки хуманизъм
- Трансхуманизъм
- Постхуманизъм

## Форми на опозиция
- Антихуманизъм, нихилизъм
- Фашизъм, нацизъм, ционизъм

## Организации
- ((en)) Position Papers, Center for Inquiry (Амхърст, САЩ)
- ((en)) What is humanism?, Humanists International (Великобритания)
- ((en)) Institute for Humanist Studies
- ((en)) Are You Humanist?, American Humanist Association
- ((en)) What is humanism?, British Humanist Association